# Баррера, Трес
Фелипе Хесус «Трес» Баррера III (исп. Felipe Jesus Barrera III; 15 сентября 1994, Игл-Пасс, Техас) — американский бейсболист мексиканского происхождения, кэтчер клуба Главной лиги бейсбола «Вашингтон Нэшионалс».

## Биография
Фелипе Баррера родился 15 сентября 1994 года в Игл-Пассе в штате Техас. Старший из двух сыновей в семье. Когда ему было десять лет, семья переехала на юг штата, в регион Рио-Гранде-Вэлли. Старшую школу он окончил в городе Мишен. Баррера играл за её футбольную команду на позиции квотербека, в бейсбольной был кэтчером и шортстопом. В 2013 году он был включён в состав сборной звёзд школьного бейсбола.
В 2014 году Баррера поступил в Техасский университет. В составе его команды он играл в течение трёх сезонов. В 2015 году он вошёл в десятку лидеров конференции Big 12 по количеству выбитых хоум-ранов и заработанных уоков, а также по показателю слаггинга. В 2016 году в пяти матчах плей-офф конференции Баррера отбивал с показателем 35,0 %, выбив хоум-ран и набрав шесть RBI. Его общий показатель отбивания за карьеру в колледже составил 27,9 %.
На драфте Главной лиги бейсбола 2016 года Баррера был выбран клубом «Вашингтон Нэшионалс» в шестом раунде. В июне он подписал контракт, получив бонус в размере 210 тысяч долларов. С 2016 по 2019 год он играл в фарм-системе клуба, продвинувшись до уровня AA-лиги. В сентябре 2019 года Баррера был вызван в основной состав «Нэшионалс» и дебютировал в Главной лиге бейсбола. До конца регулярного чемпионата он сыграл в двух матчах и не был включён в состав клуба на плей-офф. В 2020 году из-за отмены сезона в младших лигах он на поле не выходил. В июле Баррера был дисквалифицирован на 80 матчей после обнаружения в его допинг-пробе хлородегидрометилтестостерона.
В основной состав «Нэшионалс» Баррера вернулся в июле 2021 года, когда травмы получили два кэтчера клуба — Ян Гомес и Алекс Авила. До конца лета он сыграл в 30 матчах регулярного чемпионата, отбивая с эффективностью 26,4 %. Последний месяц сезона он провёл в фарм-клубе AAA-лиги «Рочестер Ред Уингз».